# Rebeka Oblak
Rebeka Oblak (1º giugno 2001) è una sciatrice alpina slovena.

## Biografia
Attiva in gare FIS dal novembre del 2017, Rebeka Oblak ha esordito in Coppa Europa il 21 gennaio 2019 a Zinal in slalom gigante e in Coppa del Mondo il 15 febbraio 2020 a Kranjska Gora nella medesima specialità, in entrambi i casi senza completare la prova; è inattiva dal marzo del 2022. Non ha preso parte a rassegne olimpiche o iridate.

## Palmarès

### Coppa Europa
- Miglior piazzamento in classifica generale: 108ª nel 2020

### Campionati sloveni
- 3 medaglie:
  - 3 argenti (supergigante nel 2018; slalom gigante nel 2019; supergigante nel 2021)